# Tufsen
Tufsen, også Tuffsen, er en legeskulptur i kunststen af den dansk-svenske arkitekt og billedhugger Egon Møller-Nielsen.
Tufsen blev til i et samarbejde mellem Egon Møller-Nielsen og Stockholms stadsgartner Holger Blom. Det første eksemplar blev opstillet i juli 1949 på parklegepladsen Brumbassen ved Karlavägen i parken Humlegården i Stockholm som den første legeskulptur i Sverige. Den har inspireret mange efterfølgere. For Egon Møller-Nielsen var legeskulpturen også en mulighed for at udtrykke sig kunstnerisk med abstrakte, surrealistiske former, som på den tid ikke var værdsat af indkøberne af offentlig kunst.
Tufsen blev støbt i ét stykke af kunststen og er to meter høj og vejer omtrent syv tons.
Navnet fik den efter Egon Møller-Nielsens og Birgit Åkessons datter Mona, hvis kælenavn var Tufsen. Egon Møller-Nielsen lavede også 1950 en 20 tons tung legeskulptur i kunststen Ægget, som findes i to eksemplarer i Stockholm og et i Gøteborg. En tredje legekulptur i samme materiale, Snäckan eller Spiral, blev lavet 1951 i to eksemplar for Stockholms by, men er blevet slidt så meget at begge eksemplarer er fjernet.
Tufsen blev støbt omkring 1949 i seks eksemplarer, og yderligere fire er lavet omkring år 2000.,, Den findes fem steder i Stockholm, og der er eksemplarer i Örebro, Malmø, Gøteborg og Lund. Der har tidligere været et eksemplar i Kristinehamn, som blev ødelagt i maj 2003.
| Citat                                     | Om min legeskulptur i Humlegården forestiller noget? Javist, den forestiller en legeskulptur. Det vil sige, da jeg lavede den, gik jeg ud fra børns lyst til at gemme sig, at rutsje ned og at klatre højt for at få følelsen af fare. Men jeg kræver ikke at folk skal få nogle specielle associationer, når de ser på det og begynde at tænke på en svane eller en snegl, selv om jeg ikke har noget imod at de gør det, hvis de har lyst. | Citat |
| Egon Möller-Nielsen i Dagens Nyheter 1964 | |       |

| Citat                                                         | Det var da han begyndte at interessere sig for børn at hans kunst blev forløst og fik sin mening. Her kom hans genialitet for dagen. Hans tegnekunst og hans fantasi fandt deres rette plads i børnebogen. Hans skulpturelle og sociale tænkning mødtes i legeskulpturerne. | Citat |
| Torsten Bergmark om Egon Möller-Nielsen i Dagens Nyheter 1963 | |       |

## Galleri
| - Tufsen fra to andre vinkler - Tufsen i Droskanparken i Stockholm - Tufsen på Norr Mälarstrand i Stockholm |

## Pladser hvor Tufsen er opstillet
- Parklegepladsen Brumbassen, Humlegården i Stockholm (1949)
- Stadsparken i Lund (1952)
- Droskanparken, ved Tjärhovsgatan/Södermannagatan på Södermalm i Stockholm (1950)
- Legepladsen Kyrkbyn ved Äringsgatan 4, Lundby i Gøteborg
- Reimersholme i Stockholm (1950)
- Parklegepladsen Skånegläntan, Åsöparken på Södermalm i Stockholm (omkring 2000)
- Norr Mälarstrand på Kungsholmen i Stockholm (omkring 2000)
- Legepladsen ved Limhamns torv, Malmø (omkring 2000)
- Gården ved Örnsköldsgatan 1-37, Markbacken i Örebro (omkring 2000)